# Fortaleza Challenger 1992
Il Fortaleza Challenger 1992 è stato un torneo di tennis facente parte della categoria ATP Challenger Series nell'ambito dell'ATP Challenger Series 1992. Il torneo si è giocato a Fortaleza in Brasile dal 10 al 16 agosto 1992 su campi in terra rossa.

## Vincitori

### Singolare
Maurice Ruah ha battuto in finale  João Cunha e Silva con il punteggio di 6–4, 3–6, 6–4

### Doppio
Andrew Kratzmann /  Roger Rasheed hanno battuto in finale  Christer Allgårdh /  Maurice Ruah con il punteggio di 7–6, 6–4